# 田中英二
田中 英二（たなか えいじ、1936年5月10日 - 1982年）は、日本の漫画家、アニメーター、キャラクターデザイナー。

## 経歴・人物
手塚治虫のアシスタントを経て、1950年代から星城朗二や星城夢二の名前で貸本漫画家として活躍する。その後、1960年代に入り、日本で最初の本格的な1話30分の連続TVアニメである『鉄腕アトム』に作画、原画で参加し、それ以降は田中英二名義でアニメ業界を中心に仕事をするようになり、1965年にタマ・プロダクションを創立させる。当初、タマ・プロダクションは虫プロダクションや竜の子プロダクションからの作画作業下請けを中心としていたが、1970年代に入ってから、仕上げスタッフを立ち上げ、仕上げ業務を行うようになり、死後となる1989年頃からは撮影、制作スタッフを拡充し自社で行える環境を整えようになると、多数の作品でグロス請けを請け負えるほど成長することとなった。田中も病魔と闘いながら業務の拡大や後進の育成などに力を注いでいたが、1982年に45歳で死去した。
2000年代半ば以降は『チャージマン研!』の再評価により、『チャージマン研!』の製作元である『ナック』にキャラクターデザイナーとして協力した作品が取り上げられることが多く、『アストロガンガー』、『チャージマン研!』、『ドン・チャック物語』、『星の王子さま プチ・プランス』におけるキャラクターデザインが有名である。
タマ・プロダクション社長を継いだ田中道哉、アニメーターの西城隆詞は実弟。2000年代から2010年代にかけて歌手・アイドルとして活動した萩原舞は大姪（弟・道哉の孫）。

## 主な作品

### 漫画
星城朗二名義と星城夢二名義の作品がある。

#### 星城朗二
若木書房より出版
- 花嫁姉妹
- エミちゃんの日記から
- いもうと
- 一りんのなでしこ
- ばら咲く花園
- 母のかおり
- みんなの太陽
- 天使たち
- 小天狗童子
- 夢よいつの日に

東京漫画出版社より出版
- 雪の降る街で
- 七色の悲曲

#### 星城夢二
東京漫画出版社より出版
- 怪星ギラー人
- 大平原の子
- 鉄腕チャンピオン
- 怪人パイロット
- 大平原の子

### アニメ
- 鉄腕アトム（作画、原画） - 星城朗二名義。
- 紅三四郎（チーフアニメーター）
- 魔法のマコちゃん（作画監督）
- 原始少年リュウ（作画監督）
- アストロガンガー（キャラクターデザイン、作画監督）
- チャージマン研!（原作、キャラクターデザイン、作画監督、原動画）
- ダメおやじ（原画）
- ドン・チャック物語シリーズ（キャラクターデザイン、作画監督）
- タイムボカン（作画監督）
- グロイザーX（作画監督）
- ヤッターマン（作画監督）
- とびだせ!マシーン飛竜（作画監督）
- 星の王子さま プチ・プランス（キャラクターデザイン）

## 関連
- タマ・プロダクション
- ナック

### 書籍
- リスト制作委員会『アニメージュ アニメポケットデータ2000』徳間書店、2000年7月。ISBN 978-4197201143。
- アニメージュ編集部『TVアニメ25年史』徳間書店、1988年12月。ISBN 9784198181208。
- 岡田斗司夫、眠田直、唐沢俊一「狂気の低予算アニメ チャージマン研」『オタクアミーゴスの逆襲』楽工社、2009年5月、10-21頁。ISBN 978-4903063300。
- 西野聖市、大川正義、高橋幸司 著、安部理一郎、大野篤志 編『チャージマン研! Tribute to Soundtracks vol.1』トラフィック・エンタテインメント、2010年10月27日。ASIN B0044XD4ES。
- 『THIS IS ANIMATION すばらしきアニメ世界シリーズ 1 SF・ロボット・アクションアニメ編』小学館、1982年4月10日。
- 『日本の出版社 1960年版』、出版ニュース社、1960年
- 『中国千夜一夜物語 金瓶梅』、三田京子、1968年12月20日初版
- 『偕成社五十年の歩み』、編集・発行偕成社、1987年
- 『戦後マンガ民俗史』、藤島宇策、河合出版、1990年3月 ISBN 4879990248
- 『杉浦茂 - 自伝と回想』、杉浦茂・井上晴樹・斉藤あきら・後藤繁雄、筑摩書房、2002年4月 ISBN 4480885188
- 『貸本マンガRETURNS』、貸本マンガ史研究会、ポプラ社、2006年3月 ISBN 4591091910
- 『手塚治虫とボク』、うしおそうじ、草思社、2007年3月21日 ISBN 4794215673
- 『表現とメディア』、天野正子・伊藤公雄・伊藤るり・井上輝子・上野千鶴子・江原由美子・大沢真理・加納実紀代、「新編 日本のフェミニズム」7、岩波書店、2009年3月26日 ISBN 4000281429

### 雑誌記事
- 『アニメージュ』1979年4月号、徳間書店、1979年4月10日、NCID AA11362428。